# Anel Husić
Anel Husić, né le 1er mars 2001 à Yverdon-les-Bains en Suisse, est un footballeur suisse, qui évolue au poste de défenseur central au Gaziantep FK.

## Biographie

### En club
Né à Yverdon-les-Bains en Suisse, Anel Husić est formé par le FC Lausanne-Sport. Il réalise sa première apparition avec l'équipe première le 7 août 2021, lors d'une rencontre de Super League, contre le Grasshopper Club Zurich. Il est titularisé et marque également son premier but en professionnel, mais ne peut empêcher la défaite de son équipe trois buts à un. Le 10 novembre 2021, le club décide de prolonger son contrat, à lui et son coéquipier Karim Sow.
Son équipe est reléguée à l'issue de la saison 2021-2022.
Lors de la saison 2022-2023, il participe à la montée du club en première division suisse, seulement un an après l'avoir quittée.
Le 15 février 2024, Anel Husić s'engage en faveur du BSC Young Boys,. Il signe un contrat courant jusqu'en juin 2027. Il participe au titre de champion de suisse lors de la fin de saison.
Début avril 2024, il fait ses débuts sous le maillot du club bernois et ils sont réussi.
En février 2025, il est prêté par le BSC YB, au Gaziantep FK en Turquie.
Fin juin 2025, le club de Berne, en Suisse, annonce son départ du club, le joueur va évolué désormais dans le SuperSport HNL en Croatie.
Il va évoluer chez le double tenant du Championnat et de la Coupe (remportées tous les deux en 2025), le HNK Rijeka, il a signé un contrat de quatre ans,.

### En sélection
Anel Husić est éligible pour représenter la Suisse ou la Bosnie-Herzégovine mais il décide de représenter son pays de naissance en sélection alors qu'il est convoqué par les deux nations avec les espoirs en octobre 2021,.
Le 12 octobre 2021, Anel Husić joue son premier match avec l'équipe de Suisse espoirs face à la Bulgarie. Il entre en jeu lors de cette rencontre remportée par son équipe sur le score de un but à zéro.

## Palmarès
Il est champion de Suisse en 2024 avec les BSC Young Boys.